# شيغيلة أرابينية من النمط ب
شيغيلة أرابينية من النمط ب (بالإنجليزية: Shigella arabinotarda type B)‏ هي نمط بكتيري من أنماط الشيغيلة الزحارية ضمن شعبة المتقلبات.

## تسميات أخرى
- شيغيلة زحارية من النمط الرابع (بالإنجليزية: Shigella dysenteriae type 4)‏